# Судноремонт

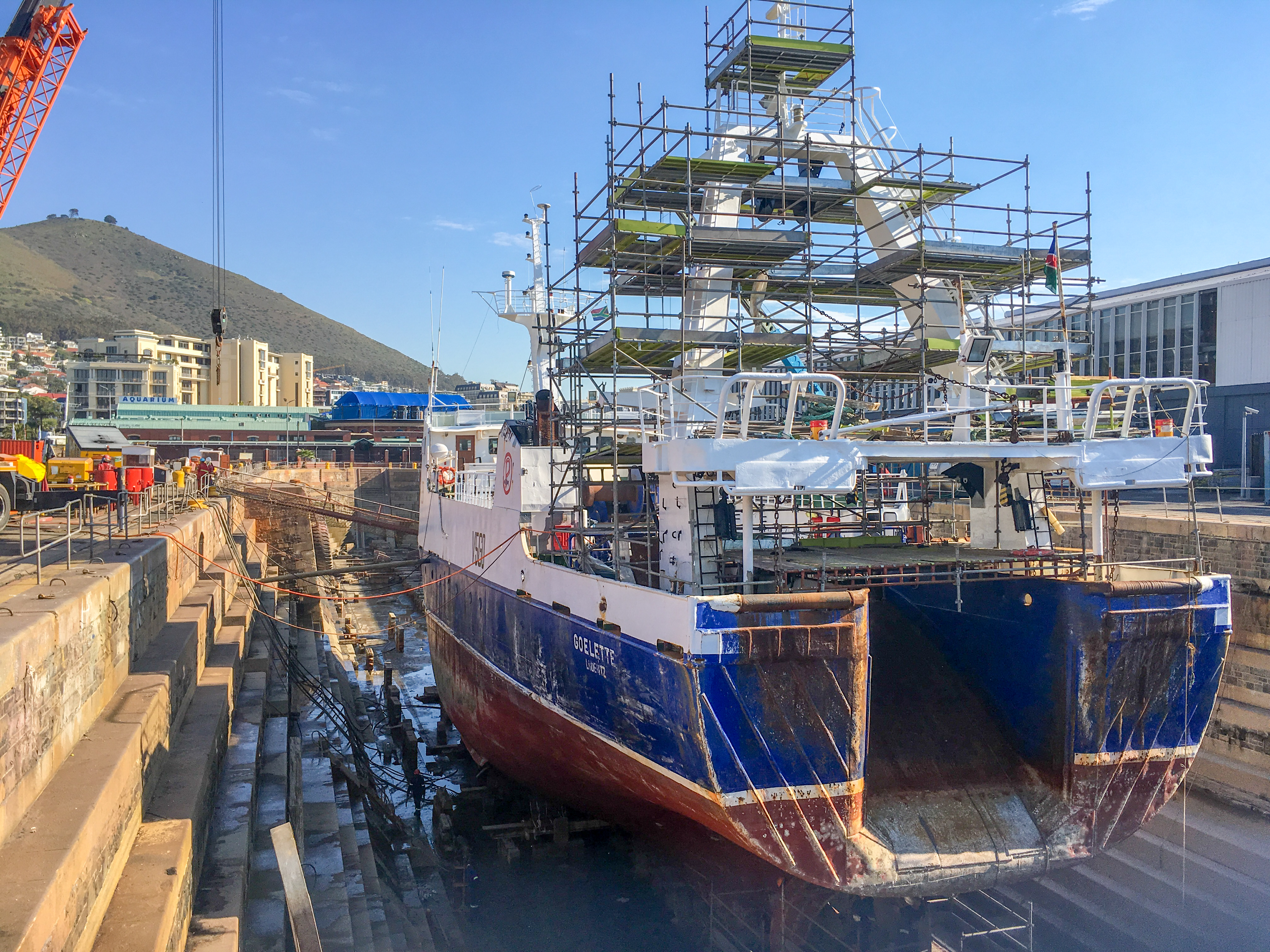
Ремонт судна у Кейптауні

Ремонт корабля (судна) - комплекс робіт з відновлення справного або працездатного стану корабля, судна або їх складових частин (обладнання, механізмів, озброєння тощо).

## Види ремонту

### Аварійний ремонт
Аварійний ремонт виконується для усунення причин та наслідків ушкоджень, спричинених аварією. Від обсягу та складності робіт залежить те, чи може він виконуватись ремонтними майстернями, ремонтним підприємством чи особовим складом корабля.

### Гарантійний ремонт
Гарантійний ремонт здійснюється силами та засобами заводу-будівельника або виконавця ремонту протягом гарантійного терміну для відновлення властивостей корабля до значень, встановлених у нормативно-технічній документації на будівництво чи ремонт.

### Доковий ремонт
Доковий ремонт виконується на підводній частині корабля в доці або на сліпі, при цьому проводиться відновлення засобів захисту корпусу від корозії та обростання, проводяться необхідні огляди, усуваються виявлені дефекти підводної частини корпусу, рушійно-кермового комплексу, донно-бортової апаратури та інших частин підводної частини корпусу, ремонт яких на плаву неможливий. Здійснюється силами суднобудівних заводів та майстерень із залученням особового складу корабля.

### Міжпохідний ремонт
Міжпохідний ремонт виконується між тривалими походами для відновлення боєздатності корабля, усунення виявлених у період походу ушкоджень та для проведення планових ремонтних робіт. Цей вид ремонту, як правило, здійснюють суднові майстерні з'єднання та особовим складом корабля із залученням судноремонтних заводів та ремонтних підприємств флоту для проведення надскладних робіт.

### Навігаційний ремонт
Навігаційний ремонт передбачає проведення регламентних оглядів та ремонту, або заміни агрегатів і блоків, які є зношеними чи випрацювали ресурс. Робиться особовим складом корабля та майстерними з'єднаннями із залученням судноремонтних підприємств за потребою.

### Планово-попереджувальний ремонт
Планово-попереджувальний ремонт виконується для попередження зносу та своєчасного виявлення пошкоджень складових частин корабля та проведення профілактичних робіт, передбачених експлуатаційною документацією. Цей вид ремонту здійснюється особовим складом із залученням судноремонтних майстерень для виконання окремих робіт.

### Середній ремонт
Середній ремонт корабля проводиться з метою відновлення властивостей корабля до заданих значень із заміною та/або відновленням озброєння, технічних засобів та корпусних конструкцій. Його роблять судноремонтні підприємства із залученням особового складу корабля для виконання окремих робіт.

### Поточний ремонт
Метою поточного ремонту є підтримання властивостей корабля в заданих межах із заміною та/або відновленням окремих швидкозношуваних технічних засобів та корпусних конструкцій. Ремонт проводять судноремонтні підприємства, до виконання окремих робіт може залучатися особовий склад корабля.